# Balladesque
Balladesque är ett musikalbum av Kingdom Come. Det släpptes 1998 och var bandets åttonde album om man räknar med deras livealbum Live & Unplugged.

## Låtlista
1. "Should Have Known" – 4:32
2. "Can't Let Go" – 6:27
3. "Twilight Cruiser" – 6:39
4. "Cold Ground" – 4:17
5. "Rather Be On My Own" – 2:58
6. "Can't Take Affection" – 6:55
7. "Friends" – 3:31
8. "You'll Never Know" – 2:49
9. "Janin" (Tysk version) – 4:32
10. "What Love Can Be" – 5:14
11. "And I Love Her" – 2:30